# Lawrence H. Wells
Lawrence „Lawrie“ Herbert Wells (* 22. April 1908 in West Bromwich, Staffordshire; † 23. April 1980 in Durban, Südafrika) war ein südafrikanischer Anthropologe, Archäologe, Paläontologe und Anatom britischer Herkunft.

## Leben
Wells wanderte 1920 als Kind mit seiner Familie nach Südafrika aus. Er besuchte das St. John’s College in Johannesburg und absolvierte seine akademische Ausbildung an der Witwatersrand-Universität (Wits). Er erwarb 1928 den BSc und 1930 mit der Dissertation The foot of the South African native den MSc in Anatomie unter der Leitung von Raymond Dart. Seine Masterarbeit wurde 1931 im American Journal of Physical Anthropology veröffentlicht. 1938 graduierte er zum Bachelor of Medicine, Bachelor of Surgery (MB BCh). 1946 wurde er mit der Dissertation Muscular variation in the human leg and foot, with special reference to the South African negro: a phylogenetic and functional study zum Doctor of Science (DSc) in Anatomie promoviert. Seine Doktorarbeit befasste sich mit der Funktion und der Phylogenie des menschlichen Beines und Fußes und war für die Behandlung orthopädischer Erkrankungen der unteren Gliedmaßen von großem Wert. 
Wells’ akademische Laufbahn an der Wits begann 1926 als Demonstrator, 1932 wurde er Lecturer an der Abteilung für Anatomie und 1948 wurde er Reader für Humanpaläontologie. 1951 wechselte er an die Anatomieabteilung der University of Edinburgh, wo er zunächst zum Senior Lecturer für physische Anthropologie ernannt und 1954 zum Reader befördert wurde. 1956 kehrte er nach Südafrika zurück, um den Lehrstuhl für Anatomie an der Universität Kapstadt zu übernehmen. Wells ging 1973 in den Ruhestand, kehrte bereits ein Jahr später als kommissarischer Leiter der neu gegründeten Abteilung für Anatomie an der Universität des Westkaps ins akademische Leben zurück. Von 1975 bis zu seinem Tod unterrichtete er in Teilzeit Anatomie an der University of Natal Medical School in Durban. Wells leistete bedeutende Beiträge zu mehreren wissenschaftlichen Disziplinen. Er begann seine Forschungskarriere bereits als neunzehnjähriger Student, als er zusammen mit Edric A. Thomas eine Arbeit über die Anomalien der Kehlkopfmuskulatur schrieb, die 1927 im Journal of Anatomy veröffentlicht wurde. Die Themen Muskelanomalien und -variationen gehörten zu Wells’ Forschungsschwerpunkten. 
Er forschte über die Völker des südlichen Afrikas, insbesondere über die San, und verfasste mehrere viel beachtete Arbeiten, darunter 1938 die Studie The status of Bushman as revealed by a study of endocranial casts, die im South African Journal of Science und 1952 den Artikel Physical measurements of Northern Bushmen, der in der Zeitschrift Man, a Monthy Record of Anthropological Science erschien. Als Anthropologe interessierte sich Wells insbesondere für die Menschen der mittleren und jüngeren Steinzeit im südlichen Afrika und veröffentlichte zwischen 1929 und 1972 eine Reihe von Arbeiten über deren Überreste. Er beschrieb und analysierte mehrere bedeutende Fossilien von Hominiden, darunter aus der Border Cave, über die er 1959 im American Journal of Physical Anthropology einen Artikel veröffentlichte. Weitere Studien behandelten fossile Überreste von Hominiden aus Kabwe, Sambia (1950, mit J. D. Clark, K. P. Oakley und J. A. C. McClelland), Singa, Sudan (1951) und Haua Fteah, Libyen (1953, mit C. B. M. McBurney und J. S. Trevor). Über die Australopithecina, mit denen er sich in seiner Alma Mater befasste, veröffentlichte er nur einige allgemeine Bemerkungen. Er führte jedoch Faunenanalysen an den ausgestorbenen fossilen Säugetieren aus der Zeit der südafrikanischen Australopithecina durch, die wesentlich zum besseren Verständnis der Ökologie der Australopithecina sowie zur Datierung mehrerer bedeutender Hominidenfundstellen beitrugen. Die Ergebnisse dieser Studie wurden 1969 im South African Archaeological Bulletin veröffentlicht. Unter anderem untersuchte er die prähistorische Säugetierfauna aus den Flussbetten des Vaal, aus Chelmer (in der Nähe von Bulawayo, Simbabwe), Kuruman, Barkly West, Makapansgat, Langebaan und Hopefield im Westkap. Durch seine Forschungen über die prähistorischen Völker Südafrikas entwickelte Wells ein Interesse an der Archäologie, besuchte die meisten archäologischen Stätten im südlichen Afrika und erwarb ein fundiertes Wissen über Steinartefakte, Töpferwaren und antike Perlen. Er nahm an mehreren archäologischen Expeditionen teil (zu den Cathin Park Caves, Vlakkraal, Border Cave und der Wonderwerk-Höhle) und verfasste mehrere bedeutende wissenschaftliche Arbeiten. Wells interessierte sich auch für die Geschichte der Medizin, zu der er mehrere kürzere Abhandlungen verfasste. In seinen späteren Jahren konzentrierte er sich besonders auf die Geschichte der medizinischen Illustrationen früherer Jahrhunderte. Wells bekleidete mehrere administrative Ämter. So war er 1940 und 1970 Präsident der Sektion E (Anthropologie) der South African Association for the Advancement of Science und 1946 Präsident der Sektion D (Tierbiologie). Zudem war er von 1949 bis 1950 Honorarredakteur des South African Journal of Science, von 1970 bis 1971 Präsident der South African Archaeological Society und Gründungsmitglied der Anatomical Society of South Africa.
Seine wissenschaftlichen Leistungen wurden in Südafrika und im Ausland gewürdigt. Die South African Association for the Advancement of Science verlieh ihm 1936 die British Association Medal und 1979 die Ehrendoktorwürde in Medizin der Witwatersrand-Universität. Er wurde 1944 zum Fellow der Royal Society of South Africa und 1954 zum Fellow der Royal Society of Edinburgh gewählt.
Wells beschrieb, häufig in Zusammenarbeit mit H. Basil S. Cooke, mehrere fossile Säugetiere, darunter 1951 die Springbockart Antidorcas bondi, 1956 die Riedbockart Redunca darti sowie 1957 die Gazellenart Gazella vanhoepeni, die Antilopenart Tragelaphus pricei und die Hornträgergattung Makapania aus dem Pleistozän Südafrikas. 
Wells war mit Eunice Nicolette Marais verheiratet, mit der er einen Sohn und eine Tochter hatte.

## Dedikationsnamen
1987 benannte die Paläontologin Elizabeth S. Vrba die fossile Hornträgergattung Wellsiana zu Ehren von Wells.